# Dima Barbanel
Dmitry Evgenievich Barbanel ou Dima Barbanel (em russo: Дми́трий Евге́ньевич Барбане́ль; (16 de agosto de 1973, Leningrado, URSS) foi um designer e diretor artístico. Chefia a “Oficina de Dima Barbanel”. As edições "Afisha" e Big City colocam entre os diretores de arte mais influentes do país.
Desde 1999, Barbanel é o diretor artístico da Playboy, Esquire, Citizen K, Around the World, The Secret of the Firm, Harper's Bazaar, The Art Newspaper Rússia, um livro-revista "Hermitage", estava envolvido em modelos de outras publicações. Dmitry participou do lançamento da revista profissional para tipógrafos "Type", criada com o apoio de " Yandex ", da empresa " ParaType " e da "Workshop".
Campus, assim como “Oficina”, segue o princípio de “artesanato pelo artesanato”. Selecionados 3-5 participantes do programa  - funcionários - trabalham durante cinco semanas na solução de problemas práticos de seus professores. Além do próprio Barbanel, o Campus é curado por Zhdan Filippov, Yevgeny Yukchev, Maxim Shilov e outros especialistas em vários campos. A ênfase está no design de uma interface social: tarefas de web design, prototipagem, identidade e orientação ambiental.
Em 2013, por seu trabalho no Campus Look At Me, ele colocou Barbanel em primeiro lugar na lista das principais pessoas da educação russa na indústria criativa.